# Paolo Polenta
Paolo Polenta (Osimo, 27 dicembre 1945) è un politico italiano.

## Biografia
Esponente della Democrazia Cristiana, tra il 1985 e il 1990 è assessore alla sanità della regione Marche. Il 30 luglio 1992 è eletto al Senato in seguito alle dimissioni di Alessandro Fontana; nel 1994, dopo aver aderito al Partito Popolare Italiano, viene eletto alla Camera.
In occasione delle elezioni regionali marchigiane del 1995 è candidato alla presidenza della regione: Polenta, che si presenta autonomamente in seguito al mancato accordo tra il PPI e gli altri partiti di centro-sinistra, ottiene il 6,4% dei voti. Successivamente, nel 1996, è riconfermato alla Camera sotto il simbolo de L'Ulivo.
Nel 2001 aderisce a La Margherita e nel 2004 entra a far parte della direzione regionale del partito.